# 哥倫比亞大學出版社
哥倫比亞大學出版社（英語：Columbia University Press）是哥倫比亞大學系統的一部分，創建於1893年。它是獨立於哥倫比亞大學運作的非盈利出版機構，宗旨是促進歷史學、文學、理學、經濟學及其他學科的發展，並鼓勵出版在這些領域中具有原創性的作品。該社目前每年約出版160種新書，涵蓋領域包括歷史、國際事務、亞洲研究、科學、文學、經濟、社會學等。該出版社出版了《哥倫比亞百科全書》。

## 官方網站
- http://cup.columbia.edu/（页面存档备份，存于） （英文）